# Hàng không năm 1944

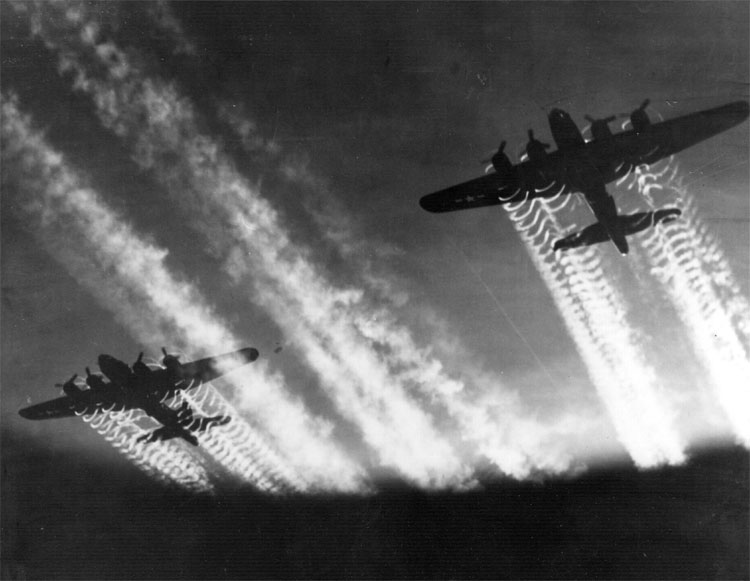
Máy bay B-17

Đây là danh sách các sự kiện hàng không nổi bật xảy ra trong năm 1944:

## Các sự kiện

### Tháng 1
- 11 tháng 1 - Một trong số những cuộc không kích lớn nhất cho đến nay, 570 chiếc máy bay ném bom của USAAF tấn công vào Brunswick, Halberstadt, và Oschersleben.

### Tháng 2
- 18 tháng 2 - Cuộc hành quân Jericho: những chiếc de Havilland Mosquito thuộc Phi đội số 487, Không quân Hoàng gia New Zealand và Phi đội số 464, Không quân Hoàng gia Australian, tấn công các bức tường nhà tù tại Amiens, Pháp, giúp cho những người kháng chiến Pháp chạy trốn.

### Tháng 3
- 10 tháng 3 - Hãng hàng không Iceland, Loftleidir được thành lập.

### Tháng 4
- 3 tháng 4 - Tàu chiến của Đức Quốc Xã, Tirpitz bị đánh đắm bởi RAF (Không quân Hoàng gia).
- 17 tháng 4 - Howard Hughes lập một kỷ lục về thời gia bay xuyên lục địa Bắc Mỹ, trên một chiếc Lockheed Constellation.

### Tháng 5
- 29 tháng 5 - Tàu sân bay USS Block Island trúng ngư lôi và chìm gần Açores. Đây là chiếc tàu sân bay duy nhất bị đánh đắm ở Đại Tây Dương của Hải quân Hoa Kỳ.

### Tháng 6
- 5 tháng 6-6 - "D-Day" - Cuộc đổ bộ của quân Đồng minh lên đất Pháp bằng các đơn bị lính dù và máy bay.
- 12 tháng 6 - Anh bị tấn công lần đầu tiên bằng các quả Bom bay V1.
- 14 tháng 6-15 (trong đêm) - Bay trên một chiếc Mosquito thuộc Phi đội 605, trung úy Musgrave trở thành người đầu tiên bắn hạ được 1 quả bom bay V1.
- 24 tháng 6-25 - Luftwaffe (không quân Đức) thực hiện cuộc tấn công đầu tiên sử dụng máy bay kết hợp "Mistel", tấn công các tàu thuyền của quân Đồng minh tại Vịnh Seine.

### Tháng 7
- 27 tháng 7 - Những chiếc Gloster Meteor thuộc Phi đội số 616 RAF lần đầu tiên thực hiện nhiệm vụ đánh chặn các tên lửa V1.

### Tháng 8
- 15 tháng 8 - Chiến thắng trong một cuộc không chiến lần đầu tiên của máy bay phản lực, Feldwebel Helmut Lennartz đã bắn hạ một chiếc B-17 Flying Fortress bằng chiếc Messerschmitt Me 262.
- 16 tháng 8 - Những chiếc máy bay Messerschmitt Me 163 động cơ rocket được sử dụng để tấn công các máy bay ném bom của quân Đồng minh lần đầu tiên.
- 23 tháng 8 - Thảm họa hàng không Freckleton - Một chiếc B-24 Liberator thuộc Không quân Quân đội Hoa Kỳ đâm xuống một làng ở Freckleton, Anh

### Tháng 10
- 25 tháng 10 - Lần đầu tiên các nhiệm vụ kamikaze được thực hiện, những chiếc máy bay 201st Kokutai đã làn chìm tàu sân bay USS St Lo.

### Tháng 11
- 3 tháng 11 - Những khí cầu bom Fu-Go của Nhật được phóng lên không để tấn công Hoa Kỳ.
- 13 tháng 11 - Những chuyến bay dân sự đến London được khôi phục, và những chuyến ba đầu tiên được thực hiện bởi Railway Air Services.

### Tháng 12
- 7 tháng 12 - Hiệp định Hàng không Dân dụng Quốc tế được ký tại Chicago, Illinois.

## Chuyến bay đầu tiên

### Tháng 2
- 2 tháng 2 - Republic XP-72
- 16 tháng 2 - Curtiss SC-1 Seahawk

### Tháng 4
- 5 tháng 4 - Miles Monitor

### Tháng 5
- 7 tháng 5 - XA-38 Grizzly
- 30 tháng 5 - Pilatus SB-2

### Tháng 6
- 9 tháng 6 - Avro Lincoln

### Tháng 7
- 5 tháng 7 - Northrop MX-324
- 28 tháng 7 - de Havilland Hornet

### Tháng 8
- 16 tháng 8 - Junkers Ju 287
- 26 tháng 8 - Martin AM Mauler

### Tháng 9
- 1 tháng 9 - Hawker Sea Fury
- 10 tháng 9 - Fairchild XC-82

### Tháng 10
- 27 tháng 10 - Bristol Buckmaster

### Tháng 11
- 15 tháng 11 - Boeing XC-97

### Tháng 12
- 4 tháng 12 - Bristol Brigand
- 6 tháng 12 - Heinkel He 162
- 14 tháng 12 - Short Shetland

## Bắt đầu hoạt động
Tháng 7
- Fairey Firefly trong Phi đội số 1770 FAA
- 12 tháng 7 - Gloster Meteor trong Phi đội số 616 RAF